# Шпионски филм
Шпионските филми са филмов жанр, чиито сюжети са свързани с шпионажа, като те могат да бъдат реалистични (например, филмовите адаптации по книгите на Джон льо Каре) или фантастични (като много от филмите за Джеймс Бонд).
Много от шпионските филми са адаптации на шпионски романи на популярни автори в този жанр, като Джон Бъкан, Джон льо Каре, Иън Флеминг и Лен Дейтън. Жанрът е особено добре развит в британското кино, където значителен принос към него имат режисьори като Алфред Хичкок и Карол Рийд, а действието на голям брой шпионски филми е свързано с Британското разузнаване.